# 科尔贝格战役 (七年战争)
科尔贝格战役是指的在七年战争期间，普鲁士控制的位于勃兰登堡-普鲁士波美拉尼亚的科尔贝格（今科沃布热格）被俄军三次围困的战役。前两次围攻发生在1758年末和1760年8月26日至9月18日，但是俄军都没有成功。1761年8月至12月发生了最后一次成功的围攻。在1760年和1761年的围城战中，俄军得到了瑞典援军的支援。 
由于这座城市的沦陷，普鲁士失去了波罗的海沿岸的最后一个主要港口，同时使得俄罗斯军队得以在波美拉尼亚度过冬季。然而俄罗斯的伊丽莎白女皇在俄罗斯胜利几周后去世，她的继任者彼得三世议和并将科尔贝格归还普鲁士，普鲁士因而避免了亡国的命运，这被腓特烈和历史学家称为勃兰登堡王室的奇迹。